# 1633
1633. је била проста година.

## Догађаји

### Фебруар
- 13. фебруар — Инквизиција Католичке цркве у Риму је лишила слободе астронома Галилеа Галилеја због његовог залагања за Коперников хелиоцентрични систем.

### Март
- 1. март — Самјуел де Шамплен је повратио свој положај заповедника Нове Француске у име кардинала Ришељеа.